# Campaña relámpago de la cruzada albigense
La expedición militar de 1209 de la cruzada albigense, conocida como campaña relámpago, fue el episodio bélico con el que se inició la participación de cruzados de la Francia septentrional convocados por la predicación de la guerra santa del papa Inocencio III, contra los cátaros. Fue acaudillada por el legado papal Arnaldo Amalrico hasta la conquista de los territorios de los Trencavel en agosto de ese año, cuando Simón de Montfort aceptó ser señor de las posesiones de Ramón Roger de Trencavel y pasó a liderar militarmente el ejército cruzado. Entre sus hechos de armas destaca la masacre de Béziers, que se produjo tras acceder los cruzados al interior de esta plaza fuerte, que contaba con unos diez mil habitantes, y matar a gran parte de su población. Posteriormente, el abad de Císter Arnaldo encaminó a sus tropas a Carcasona, que tras el impacto de la matanza de Béziers capituló en poco tiempo, su vizconde fue hecho prisionero en una torre de esta ciudad fortificada y murió el 10 de noviembre de ese año.

## Antecedentes

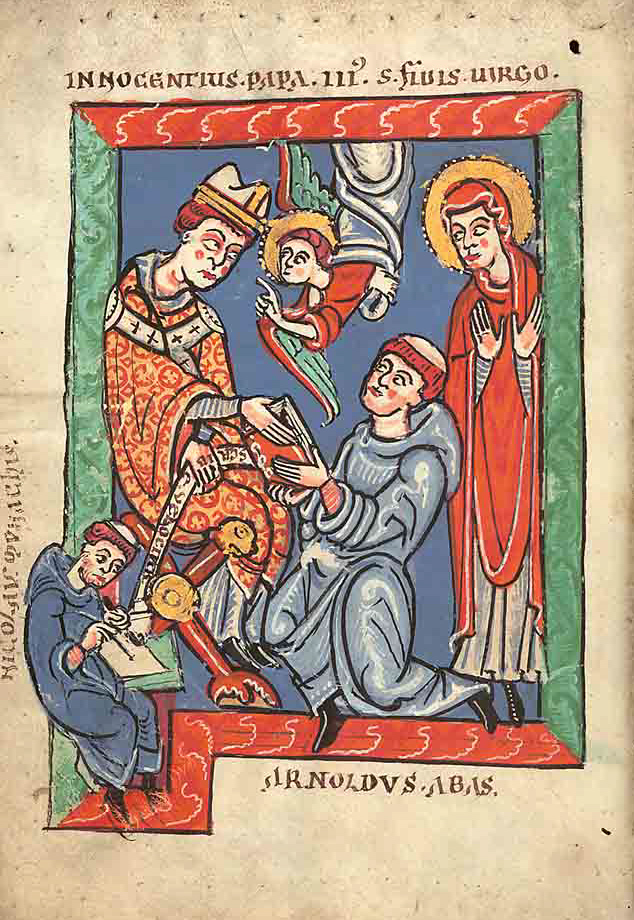
El papa Inocencio III entrega sus Sermones al abad de Císter Arnaldo Amalrico, arzobispo de Narbona desde 1212. Primera mitad del. Manuscrito XXIII F. 144, fol. 4v., Biblioteca Nacional de la República Checa.

En la segunda mitad del siglo XII se había difundido en las tierras de langue d’oc el catarismo, considerado herejía por la Iglesia católica. Los señores del Midi, cuyo conde más poderoso era Ramón VI de Tolosa, generalmente no eran cátaros, pero muchos de ellos apoyaban su desarrollo, pues les permitía cierto grado de independencia respecto del poder eclesiástico romano. La creciente preocupación del papa Inocencio III le movió a enviar legados (entre los que se encontraba Arnaldo Amalrico) con el fin de erradicar esta herejía. Para ello depuró numerosos altos cargos eclesiásticos que sustituyó por prelados de la confianza de Roma. Los conflictos se desencadenaron y, en ese clima bélico, un criado de la corte de Ramón VI mató a Pierre de Castelnau, uno de los legados pontificios. Este hecho fue considerado casus belli por el papa, que predicó la guerra santa contra Ramón VI de Tolosa (a quien consideraba responsable del homicidio) y sus vasallos el 10 de marzo de 1208, lo que permitía aplicarle la legislación de la Iglesia establecida contra los infieles, dirigida anteriormente a los sarracenos, que validaba expropiarle sus feudos, destruirlos y someterlo a servidumbre.
Inocencio III consideraba que los herejes, por ser una amenaza interna a la cristiandad, eran peores que los musulmanes. En sus propias palabras:

Los enemigos de la fe cristiana y de la Iglesia, los herejes, son, pues, por lo mismo, los mortales enemigos de la Cristiandad, como los paganos, como los moros. Es más, peores que ellos, ya que éstos son enemigos externos, mientras que los herejes viven en medio del «pueblo cristiano», tanto más peligrosos cuanto más difícilmente se escapa el lobo disfrazado de oveja y más a mansalva comete éste estragos en el redil.
Inocencio III, cita de A. Oliver, «Táctica de propaganda y motivos literarios en las cartas antiheréticas de Inocencio III», Regnum Dei (1956), Collectanea Theatina, XII, Roma, 1957, pp. 22-23. Apud Alvira (2000:744)

Las soflamas convertían a Occitania en un territorio que purificar, y a los cátaros y a quienes los consentían, en demonios, según refleja la carta de Inocencio III proclamando la cruzada.
El papa deseaba que fuera el propio rey de Francia Felipe Augusto quien liderara la cruzada contra los albigenses, pero sus intereses políticos en el norte (presionado por Juan Sin Tierra de Inglaterra y por Otón IV de Alemania), no le permitían desviar sus recursos hacia un conflicto que consideraba secundario en sus prioridades; pero si bien no lideró la expedición, permitió que se alistaran sus nobles, que alcanzaron un considerable número de quinientos caballeros, que según las características de las tropas de esta época, serían acompañados por el doble o el triple de escuderos (muchas veces a caballo, aunque más ligeramente armados) y peones, hasta llegar a unos 1000-2000 efectivos en total.

## Desarrollo de la campaña

### Preparativos: primavera de 1209

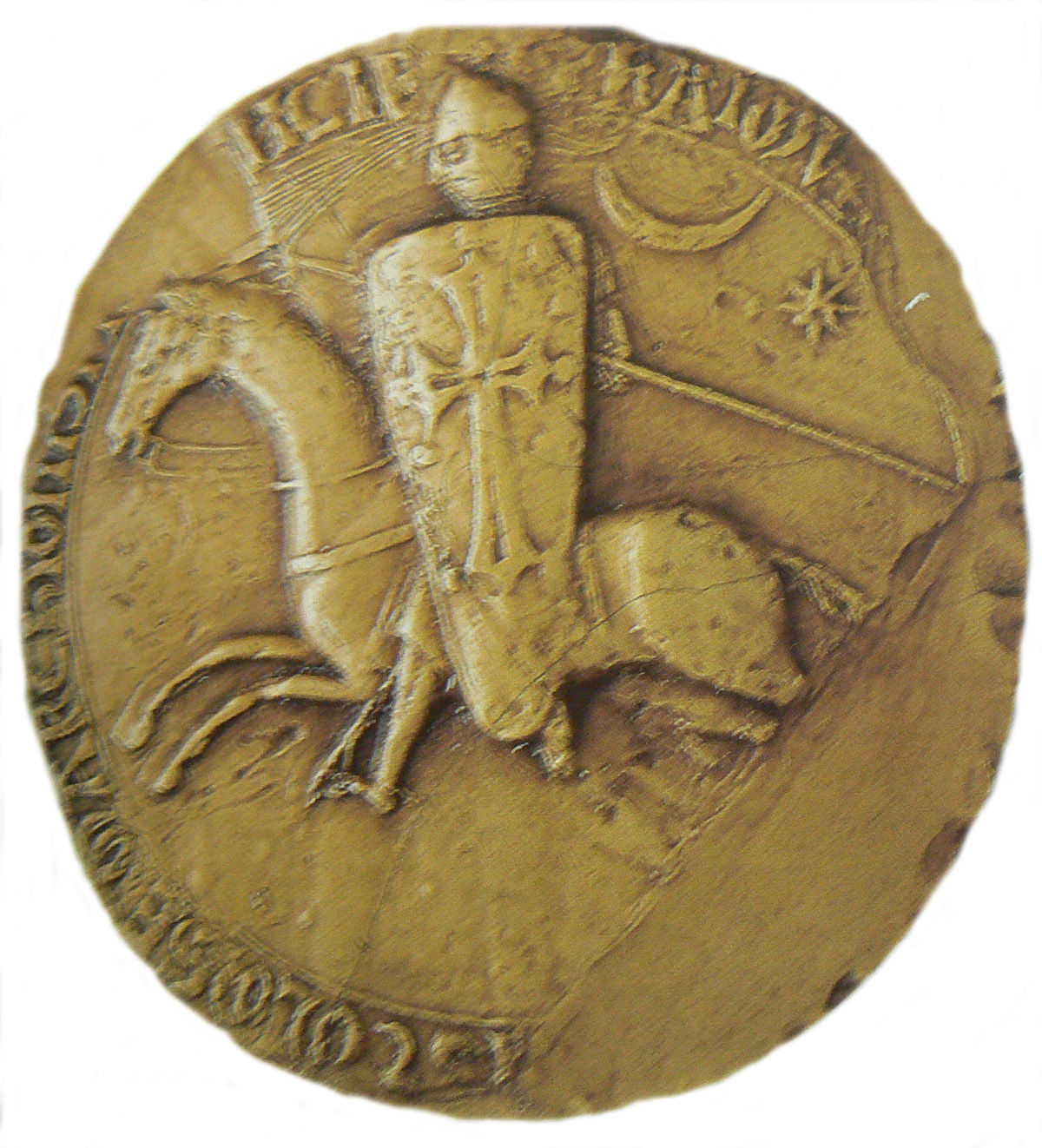
Sello de Ramón VI de Tolosa, el principal magnate de los señores occitanos, contra los que Inocencio III proclamó la guerra santa.

El ejército cruzado se concentró en Lyon en la primavera de 1209. Estaban presentes importantes magnates del reino capeto de Francia como el duque de Borgoña Eudes III o el conde de Nevers Hervé IV de Donzy. Lo integraban también los arzobispos de Sens, Rouen y Reims, y los obispos de Autun y Nevers. La hueste se completaba con los caballeros que servían en el séquito de los nobles, además de escuderos, peones y gentes de toda condición que buscaban fortuna e indulgencias para sus pecados. El número de caballeros podría llegar a ser de cinco mil jinetes, contando tanto caballería pesada (los caballeros medievales), como ligera (escuderos, otras tropas a caballo), y unos diez mil acompañantes a pie. No solo conformaban el ejéricito cruzado caballeros franceses del norte, también del sur, como Adémar de Poitiers (Aimeric o Azemar de Peitieus en provenzal), el vizconde de Anduze, el arzobispo de Burdeos, el obispo de Agen, los condes de Auvernia y otros caballeros del Poitou, Provenza y Gascuña. En alguna medida, la cruzada contra los cátaros fue una guerra civil. El propio hermano del conde Ramón VI, Balduino de Tolosa (en occitano Baudoïn de Tolosa, en francés Bauduoin de France), pasó al bando cruzado en 1211 tras ser mal recibido por su hermano, quien le reprochó la pérdida del castillo de Montferrand sin oponer la resistencia esperada.
Dado que la organización militar correspondió al Papado, ya que Felipe Augusto rechazó encabezarla, Inocencio III dio el mando directo de las operaciones a Arnaldo Amalrico, el joven y enérgico abad cisterciense y legado papal, que se demostró como el perfecto brazo de la línea dura para el exterminio de la herejía. Entre 1208 y 1213 fue la máxima autoridad responsable de la cruzada contra los cátaros; solo en agosto de 1209 surgió la figura de Simón de Monfort, en quien delegó la comandancia militar.

### Operaciones militares: verano de 1209
Ante el temor de la inminente llegada de los cruzados, los magnates occitanos se apresuraron a mostrar su ortodoxia católica mediante procesiones y penitencias públicas, tomando la cruz y poniéndose a disposición de los legados pontificios. No solo hizo exhibición de su catolicismo Ramón VI de Tolosa, quien más amenazado se podía sentir debido a su condición de cabeza de los condes occitanos, sino también los señores de Aviñón, Nîmes, Sant Gili, Orange, Montelimar, Valence, Montpellier, Arlés, Provenza o Marsella.

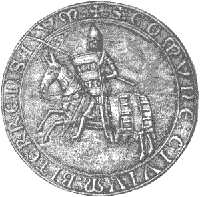
Sello de Ramón Roger de Trencavel, el gran derrotado de la campaña relámpago cruzada, que murió a consecuencia de este conflicto.

Pero quien recibió los primeros ataques fue Ramón Roger de Trencavel. No solo porque estaba considerado, ya desde el último cuarto del siglo XII, un protector de herejes (en parte por las maniobras de desviación de los condes de Tolosa, que evitaban así ponerse en el punto de mira), sino porque no tenía los apoyos exteriores y el poder militar de esos condes. En sus tierras se encontraba Albi (de ahí el término «albigense»), que se convirtió en foco por antonomasia de la herejía cátara, según el punto de vista cruzado. Además los condes de Trencavel se habían caracterizado por la frágil estructura estatal de sus tierras y por su voluntad de independencia, que les mermó aliados; su fama de ricos los convertía, en suma, en un botín apetecible. Así, en su campaña de junio de 1209, el ejército cruzado se dirigió a los dominios del vizcondado de Trencavel y puso sitio a Béziers. El 22 de julio una salida demasiado confiada de la guarnición dejó las puertas desprotegidas, por ellas entraron los cruzados y masacraron a gran parte de los pobladores, que Arnaldo Amalrico, a quien se atribuye la frase «matadlos a todos: Dios reconocerá a los suyos», cifró en casi 20 000 muertos, aunque la ciudad tenía unos 10 000 habitantes y no murió toda la población, que siguió activa tras ser conquistada.
La brutal conquista de Béziers extendió el temor por toda Occitania. Cuando los cruzados sitiaron Carcasona, que era la capital militar del vizcondado, el impacto de Béziers era tan reciente que Ramón Roger se entregó  al poco tiempo de ser asediado (el 15 de agosto) a cambio de que no exterminaran a la población. A pesar de que Pedro II de Aragón intentó defenderlo, se opondría si lo hacía a los mandatos del papa, de quien el rey Católico se había declarado vasallo en 1204, y se habría alineado con los «herejes», por lo que intentó mediar pero solo pudo contemplar airado («corrosos e iratz») cómo caían uno tras otro los castillos de su vasallo.

## Consecuencias: septiembre-noviembre de 1209

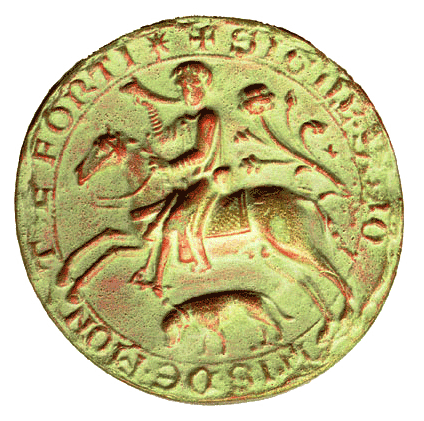
Sello de Simón de Montfort de 1211.

Ramón Roger de Trencavel fue declarado hereje y sus desposeído de sus tierras por Arnaldo Amalrico, quien se las ofreció al duque de Borgoña, Eudes III, y a otros altos nobles franceses. Pero la aristocracia de Francia tenía sus territorios demasiado lejos como para poder mantener nuevos feudos en el sur, además de ser conscientes de que la desposesión feudal por parte de la Iglesia rompía los códigos feudo-vasalláticos que sostenían su propio poder. En estas circunstancias Simón, señor de Montfort y conde de Leicester (este último nominal, puesto que el dominio lo tenía el rey de Inglaterra Juan I), que había participado en la Cuarta Cruzada, se ofreció a asumir los dominios de los Trencavel.
A partir del verano de 1209 el abad Arnaldo delegó la dirección militar en Simón de Montfort, mientras que el legado se ocupaba de la diplomacia, de la logística y de las cuestiones religiosas, formando un dúo dirigente muy coordinado que obtendría grandes victorias. El señor de Trencavel fue encerrado en la mazmorra de una de las torres de su antigua fortaleza de Carcasona y murió allí el 10 de noviembre de ese año, con lo que pronto corrieron los rumores de que había sido hecho asesinar por Simón de Montfort. Pasado el verano los cruzados volvieron a sus tierras tras acabar la campaña militar, y con ello la guerra relámpago que permitió en tan poco tiempo a los cruzados tener una base firme de operaciones desde la que continuar la represión cátara, y encumbrar a un líder militar, Simón de Montfort, que pronto se revelaría como un gran estratega y un perfecto complemento del director de la cruzada Arnaldo Amalrico.